# Rosário do Sul
Rosário do Sul ist eine Stadt mit 39.535 Einwohnern (Stand: 2018) im Bundesstaat Rio Grande do Sul im Süden Brasiliens. Sie liegt etwa 380 km westlich von Porto Alegre. Benachbart sind die Orte Alegrete, Cacequi, Dom Pedrito, Santana do Livramento, São Gabriel und Quaraí. Ursprünglich war Rosário do Sul Teil der Munizipien Alegrete und São Gabriel.

## Söhne und Töchter der Stadt
- Mauro Sérgio da Fonseca Costa Couto (1934–1995), Diplomat